# Calle Broadway (Chicago)
Broadway es una calle principal de Lakeview, Uptown, y Edgewater en Chicago, en el Lado Norte (North Side), extendiéndose desde Diversey Parkway (2800 North) hasta la Avenida Devon (6400 North). La calle se extiende de sureste a noroeste y de forma diagonal entre Diversey Parkway y la Avenida Lawrence (4800 North). Entre la Avenida Lawrence y la Avenida Devon, Broadway corre en sentido norte y sur y se convierte en 1200 West en lugar de la Avenida Racine. La sección norte-sur de Broadway está localizada a media cuadra al oeste y paralela a las líneas elevadas roja y púrpura del Metro de Chicago.
- Datos: Q4972382